# 斯托爾島
78°59′N 085°50′W / 78.983°N 85.833°W
斯托爾島是加拿大的島嶼，位於北冰洋海域，由基吉柯塔魯克地區負責管轄，屬於斯維爾德魯普群島的一部分，長32公里、寬14公里，面積313平方公里，島上無人居住。

## 外部連結
- Sea islands: Atlas of Canada; Natural Resources Canada